# トーマス・セドン
トーマス・セドン（Thomas Seddon、1821年8月28日 - 1856年11月23日）は、イギリスの画家である。風景画を描いた。ラファエル前派の画家たちと親しく、ウィリアム・ホルマン・ハントとともに、カイロを旅したりしたが、35歳でカイロで病死した。

## 略歴
ロンドンで高名な家具職人の息子に生まれた。父親の仕事を学び、1841年に装飾技術の修行のためにパリを訪れ、1742年に帰国した。父親の仕事を継ぎ、1848年の展覧会で、セドンがデザインした家具は銀メダルを受賞した。このころまでにラファエル前派の画家、フォード・マドックス・ブラウン（1821-1893）と知り合い、ラファエル前派の画家たちと付き合うようになった。1849 年から風景を描くためにウェールズの景勝地 Betws-y-Coedやフランスのバルビゾンに旅した。 1850年に仲間とアマチュア芸術家のための絵画学校を設立したが常に資金不足に直面していた。1852年からロイヤル・アカデミーの展覧会に絵画作品を出展するようになった。
1853年11月にエジプトへ旅し、その年末にカイロで、友人のウィリアム・ホルマン・ハント（1827-1910）と合流し、ナイル川上流やエルサレムに旅し、風景をスケッチし、聖書にでてくる風景を描いた 。中東で描いた作品は美術評論家のジョン・ラスキンによって賞賛された。
1856年、セドンは再びカイロを訪れたがその年の11月23日に赤癬にかかり、カイロで35歳で亡くなった 。

## 作品

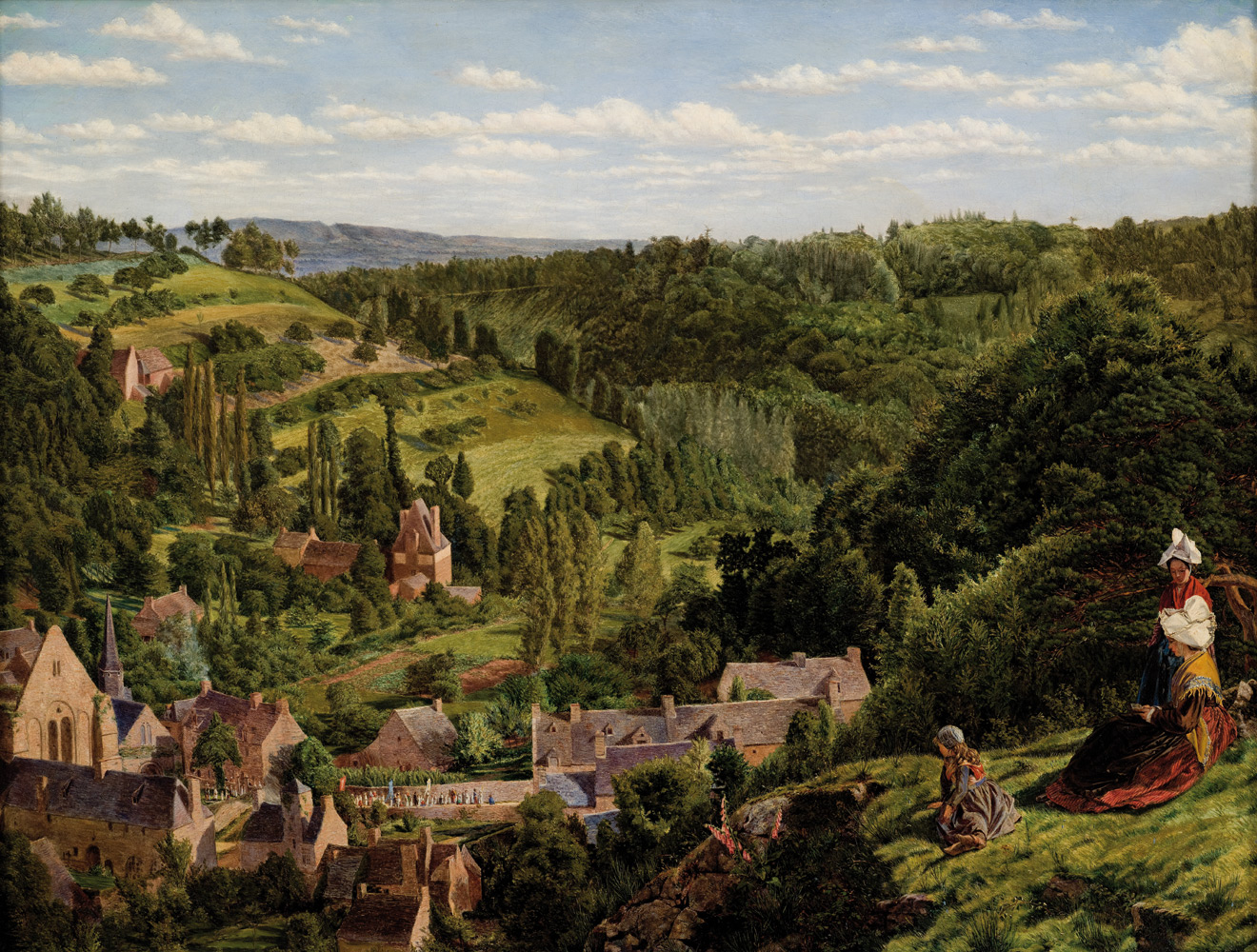
ブルターニュのLéhonの風景 (1853) ポンセ美術館
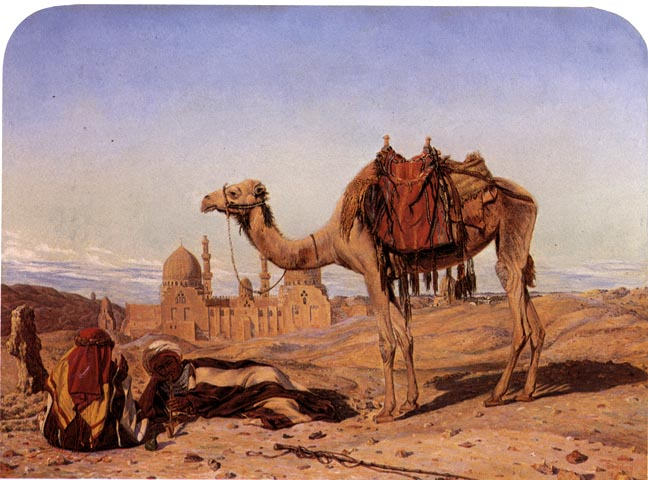
カイロの風景 (1856)
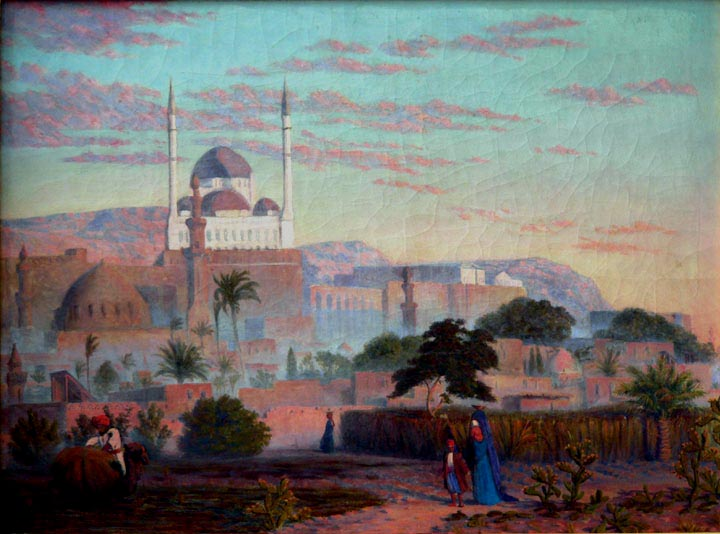
カイロの城塞 (1856)